# A Farewell to Arms (1957)
A Farewell to Arms is een Amerikaanse dramafilm uit 1957 onder regie van Charles Vidor. Het scenario is gebaseerd op de gelijknamige roman uit 1929 van de Amerikaanse auteur Ernest Hemingway.

## Verhaal
Tijdens de Eerste Wereldoorlog krijgt de Amerikaanse officier Frederick Henry in Italië een relatie met de Britse verpleegster Catherine Barkley. Wanneer Frederick vanuit Milaan terug moet keren naar zijn eenheid, vertelt Catherine hem dat ze in positie is. Na de terugkeer van Frederick van het front, gaat het stel in afwachting van de geboorte samen naar het neutrale Zwitserland. Het kind wordt echter dood geboren en de moeder overlijdt kort daarna.

## Rolverdeling
| Acteur               | Personage                      |
| -------------------- | ------------------------------ |
| Rock Hudson          | Luitenant Frederick Henry      |
| Jennifer Jones       | Catherine Barkley              |
| Vittorio De Sica     | Majoor Alessandro Rinaldi      |
| Oskar Homolka        | Dokter Emerich                 |
| Mercedes McCambridge | Juffrouw Van Campen            |
| Elaine Stritch       | Helen Ferguson                 |
| Kurt Kasznar         | Bonello                        |
| Victor Francen       | Kolonel Valentini              |
| Franco Interlenghi   | Aymo                           |
| Leopoldo Trieste     | Passini                        |
| José Nieto           | Majoor Stampi                  |
| Georges Bréhat       | Kapitein Bassi                 |
| Johanna Hofer        | Mevrouw Zimmerman              |
| Eduard Linkers       | Luitenant Zimmerman            |
| Eva Kotthaus         | Verpleegster in de verloskamer |